# Фірлюк великий
Фірлюк великий (Mirafra hypermetra) — вид горобцеподібних птахів родини жайворонкових (Alaudidae). Мешкає в Східній Африці.

## Опис

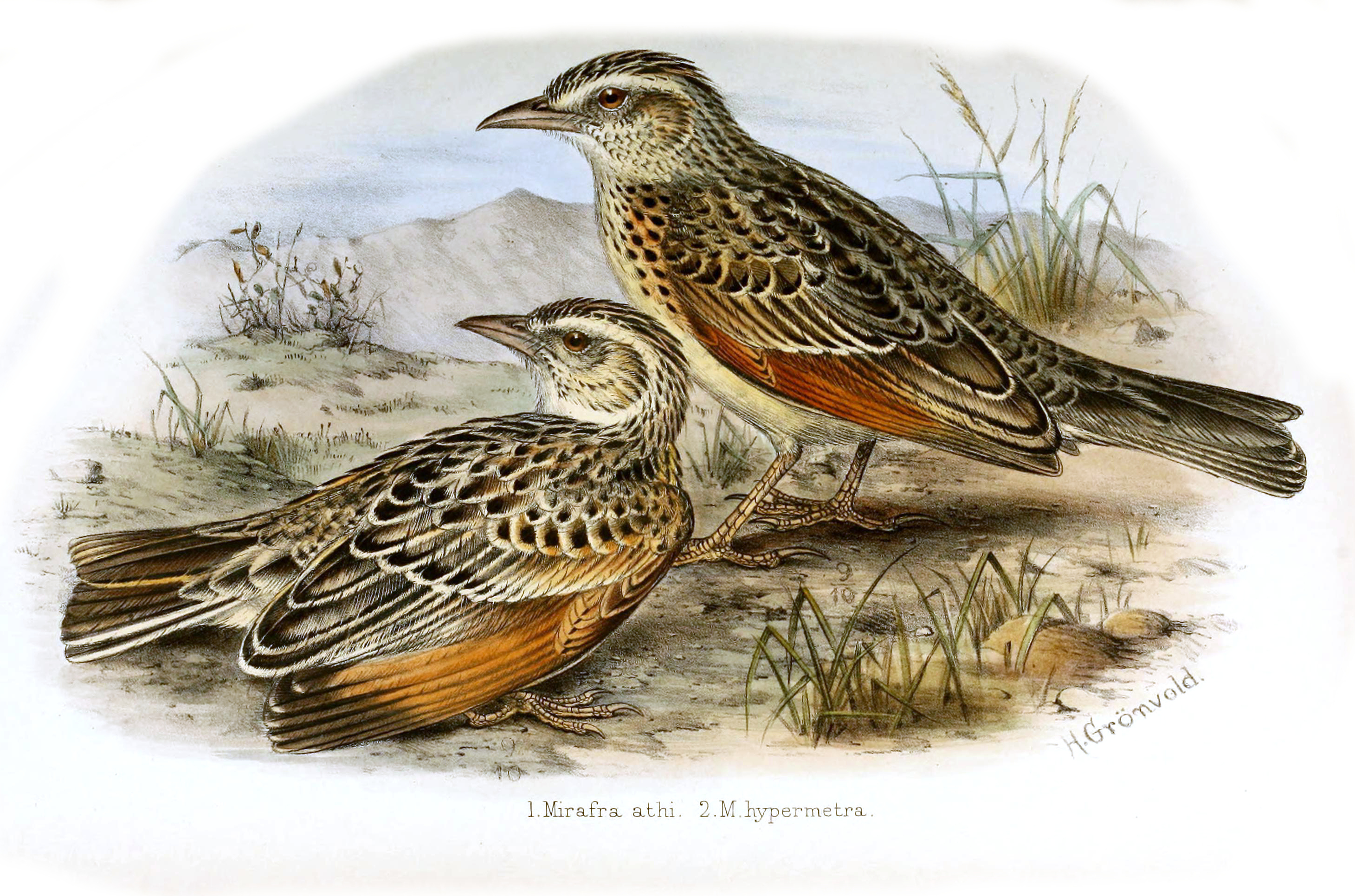
Великий фірлюк (2)

Довжина птаха становить 19-21,5 см, з яких від 7,2 до 9,3 см припадає на хвіст. Довжина дзьоба становить 2-2,4 см. Середня вага становить 44-68 г. Виду не притаманний статевий диморфізм.
Верхня частина тіла бура, горло білувате, воло і верхня частина грудей жовтувато-руді, поцятковані бурими плямками. Решта нижньої частини тіла світло-рудувато-коричнева, гузка кремова. Крила рудувато-коричневі або сіро-коричневі. Дзьоб рогово-коричневий, нижня щелепа світліша. Очі карі, лапи світло-сірі. У молодих птахів верхня частина тіла темніша, а нижня світліша.

## Підвиди
Виділяють чотири підвиди:
- M. h. kathangorensis Cave, 1940 — схід Південного Судану;
- M. h. kidepoensis Macdonald, 1940 — південь Південного Судану, північний схід Уганди;
- M. h. gallarum Hartert, E, 1907 — Ефіопія;
- M. h. hypermetra (Reichenow, 1879) — південь Сомалі, Кенія, північно-східна Танзанія.

## Поширення і екологія
Великі фірлюки живуть на трав'яних рівнинах, порослих чагарниками, в сухих саванах. Також великі фірлюки мешкають в пустелі Данакіль.

## Поведінка
Великі фірлюки харчуються комахами, зокрема термітами і мурахами, а також насінням. В Сомалі сезон розмноження триває з квітня по червень. В кладці 2-4 яйця. Вони білуваті, поцятковані оливково-коричневими або рудувато-коричневими плямками.